# Axelrodia stigmatias
Axelrodia stigmatias är en fiskart som först beskrevs av Fowler, 1913.  Axelrodia stigmatias ingår i släktet Axelrodia och familjen Characidae. Inga underarter finns listade.